# Gothminister
Gothminister er et industrial metal band fra Norge. Det blev startet i 1999 og har siden udgivet tre album, og har haft stor succes, især i Tyskland. De har spillet i flere store tyske musikfestivaler, herunder Wave-Gotik-Treffen (WGT), Dark Storm Festival i mere end 10 000 mennesker i Schattenreich Festival, og 15.000 mennesker i M'era Luna Festival. 
Gothminister har toppet den tyske alternative hitlister (DAC), der i øjeblikket med en enkelt Dusk Till Dawn på højeste position (nr. 7) 
Albummet "Happiness I Darkness" (2008) gik op på 1 i USA den www.vampirefreaks.com deres lister. 
Bandet har turneret i mere end 28 lande, og deres vellykkede amerikanske loftsbeklædning turné i 2007. 
Bandet også har den højeste rockkoncert på Romsdalshorn på Rauma Rock 2008, mere end 1600 m. 

## Medlemmer

### Nuværende medlemmer
- Goth ministrene (Bjørn Alexander Brem) – vokal
- Chris Dead (Christian Svendsen) – Trommer
- Icarus (Glenn Nilsen) – Guitar
- Turbo Natas (Ketil Eggum) – Guitar

### Tidligere medlemmer
- Demens Narcissus (Sandra Jensen) – Kostumer
- Android (Andy Moxnes) – Keyboard, guitar
- Machine (Bjorn Aadland) – Guitar

### Gæsteoptræden
- Cecilia Kristensen – "Girl" i videoen til "Dark Side"
- Eastern Strix – "Girl" i videoen til "Freak"

### Koncert gæster
- Eric Burton – Concert Vokalist af had under M'era Luna Festival 2004

## Diskografi

### Albumer og EPer
| Titel                     | Udgivelsesdato | Type   | Noter        | Label                             |
| ------------------------- | -------------- | ------ | ------------ | --------------------------------- |
| Angel Demo                | 2001           | Demo   | Demo EP      | Angel                             |
| Gothic Electronic Anthems | 2003           | Studio | Debut Album  | BMG, Drakkar, Soulfood, Tatra     |
| Empire of Dark Salvation  | 2005           | Studio | Andre album  | BMG, Drakkar, e-Wave, Tatra, Tuba |
| Happiness in Darkness     | 2008           | Studio | Tredje album | BMG, Drakkar                      |

### Singler
| Titel                  | Udgivelsesdato | Album                     | Noter        | Label                       |
| ---------------------- | -------------- | ------------------------- | ------------ | --------------------------- |
| Angel                  | 2002           | Gothic Electronic Anthems | ---          | Soulfood, Tatra             |
| Devil                  | 2002           | Gothic Electronic Anthems | ---          | Soulfood, Tatra             |
| The Holy One           | 2003           | Gothic Electronic Anthems | Promo Single | BMG, Drakkar, e-Wave, Tatra |
| Swallowed by the Earth | 2005           | Empire of Dark Salvation  | Single Club  | BMG, Drakkar, e-Wave, Tatra |
| Dusk Till Dawn         | 2008           | Happiness In Darkness     | Single Club  | BMG, Drakkar, e-Wave, Tatra |